# Carsten Hennig
Carsten Hennig (* 1. Juli 1967 in Dresden) ist ein deutscher Komponist.

## Leben
Carsten Hennig erhielt mit 15 Jahren Klavier- und Orgelunterricht. Nach Abitur und einer Tätigkeit als pädagogischer Helfer und Musikerzieher
in einem Dresdner Kindergarten studierte er Schulmusik an der Hochschule für Musik Franz Liszt Weimar, Filmmusik an der
Filmakademie Baden-Württemberg sowie Komposition bei Adriana Hölszky an der Hochschule für Musik und Theater Rostock und am Mozarteum Salzburg.
2004 bekam er ein Stipendium der Villa Massimo in Rom und 2007 für die Villa Aurora in Los Angeles sowie Arbeitsstipendien des Landes Mecklenburg/Vorpommern (2001) und Sachsen (2008). Er erhielt den 2. Preis beim Internationalen Kompositionswettbewerb Luxembourg 2002 für "Ausflug nach Sing-Sing in 3 Gruppen mit Rotationen, 2006 den BMW-Kompositionspreis der musica viva für das Orchesterstück Massen und 2007 den 1. Preis beim Internationalen Kompositionswettbewerb des Landes Mecklenburg/Vorpommern, den ersten Preis des Internationalen Kompositionswettbewerbs "Brandenburger Biennale" 2010 sowie – im gleichen Jahr – den Kompositionspreis der Hans und Gertrud Zender Stiftung.
Seit 2009 ist er künstlerischer Leiter des Dresdner Ensembles für zeitgenössische Musik "El perro andaluz", das 2011 den Kunstförderpreis der Landeshauptstadt Dresden erhielt.
Seine Kompositionen wurden unter anderem bei folgenden Festivals aufgeführt: Gaudeamus (Amsterdam), Festival Manca (Nizza), ArtGenda (Stockholm), Münchener Biennale, HörenSagen (Münster), Musica Viva (München), Dresdner Tage der zeitgenössischen Musik, Suntory Festival (Tokyo), Ultraschall (Berlin). Alle Werke von ihm werden bei Editions Musicales Européennes (Paris) verlegt. Von 2008 bis 2009 war er Projektkoordinator des KlangNetz Dresden.
Carsten Hennig lebt als freischaffender Komponist in Dresden. Er hat einen Lehrauftrag an der Hochschule für Musik Dresden Carl Maria von Weber inne.

## Werke (Auswahl)
- Massen (2005) für großes Orchester UA: München 2007 musica viva, Symphonieorchester des Bayerischen Rundfunks, Martyn Brabbins.
- Aperioden mit 7 Faltungen (2004), für 8 Instrumente, UA: Köln 2005, Thürmchen Ensemble, Erik Oña
- Ausflug nach Sing-Sing in 3 Gruppen (2001/2002) für 20 Instrumente, UA: Luxembourg 2002, Luxembourg Sinfonietta, Marcel Wengler
- Kadenzes (2002), 13 Fälle für Frauenstimme und Ensemble, UA: Paris 2002, Ensemble Aleph
- synonym (2000), für Orchester, UA: Dresden 2000, Deutsche Kammerphilharmonie Bremen, Friedrich Goldmann
- LONDON 5697 (1998), für Ensemble, UA: Frankfurt 1998, Ensemble Modern, Peter Rundel